# Oilly Wallace
Oilly Wallace (født 1996) er en dansk saxofonist og jazzmusiker.
Oilly Wallace medvirkede i en ung alder på alt-saxofon den norske trommeslager Snorre Kirks album Europa, der blev udgivet i 2014. Albummet blev nomineret til “Årets danske udgivelse” ved Danish Music Awards Jazz 2015.
Wallace udgav herefter i december 2015 debut-EP’en Fiol Sessions, hvilket bl.a. medførte en nominering som “Årets nye jazznavn” ved Danish Musik Awards 2016. Senere har han sammen med guitaristen Johannes Wamberg udgivet det anmelderroste album Easy Living.
Oilly Wallace har spillet med en række danske jazzmusikere som Carsten Dahl, Thomas Blachman, Lennart Ginman, Jan Harbeck, Kjeld Lauritsen, Per Gade, Jesper Løvdal, Ben Besiakov, Christina von Bülow og Ole Streenberg og en række udenlandske jazzmusikere.

## Diskografi
- 2015: Fiol Sessions (EP)
- 2016: Easy Living (med Johannes Wamberg)
- 2019: Live af Njord Distillery
- 2020: Mosaïque (med Johannes Wamberg)
- 2023: Flowers Of Your Youth